# Ibirajuba
Ibirajuba är en kommun i Brasilien.   Den ligger i delstaten Pernambuco, i den östra delen av landet, 1 500 km nordost om huvudstaden Brasília. Antalet invånare är 7 534.
Omgivningarna runt Ibirajuba är huvudsakligen savann. Runt Ibirajuba är det ganska glesbefolkat, med 48 invånare per kvadratkilometer.